# Daniel Esterházy z Galanty
Baron Daniel Esterházy z Galanty (maďarsky Báró Galántai Esterházy Dániel, 26. července 1585, Galanta – 14. června 1654, Šintava) byl (horno)uherský šlechtic z rodu Esterházyů z Galanty a hudební skladatel. Byl zakladatelem csesznecké větve rodu.

## Život
Narodil se jako syn Františka Esterházyho, vice-ispána (vicecomes) Prešpurské župy a jeho manželky Žofie Kateřiny z Illesházy (1547–1599). 
Měl bratry Mikuláše (1582–1645) a Pavla. Všichni tři pak založili vlastní rodové větve, které se staly hlavními liniemi Esterházyů, nazvané podle panství Forchtenstein, Zvolen a Česnek. Bratr Mikuláš Esterházy sloužil jako uherský palatin a získal hraběcí titul. 
Ve dvaceti letech se Daniel účastnil Bočkajova povstání proti králi a později byl též stoupencem sedmihradského knížete Gabriela Betlena. V důsledku tohoto postoje se dostal do konfliktu se svým bratrem Mikulášem. Betlen však nechal Daniela uvěznit kvůli jeho sympatiím k royalistické straně palatina Jiřího VII. Turzona, ale Danielovi se podařilo z vězení utéct.
V roce 1613 Daniel získal baronský titul a v roce 1635 mu král Ferdinand II. daroval hrad Csesznek, městskou pevnost Győru (Raab), čímž došlo k založení csesznecké rodové větve. 

## Rodina
Dne 20. února 1623 se baron Daniel Esterházy oženil s Juditou Rumyovou z Rumu a Rábadoroszló, vnučkou Františka Rumyho, viceispána Vašské župy. Manželé měli několik dětí:
- Žofie/Zsófia (16. března 1624 - 26. března 1624), zemřela jako dítě
- Jan/János (27. ledna 1625 – 22. června 1692), od roku 1683 hrabě
- Tomáš/Tamás (20. prosince 1625 - 26. srpna 1652), zemřel v bitvě u Velkých Vozokan
- Zikmund/Zsigmond (30. prosince 1626 – 1692)
- Kašpar/Gáspár (13. ledna 1628 – 26. srpna 1652), zemřel v bitvě u Velkých Vozokan
- Michal/Mihály (28. února 1629 - 27. července 1686), zemřel v bitvě u Budína
- Jiří/György (25. března 1630 - 9. srpna 1663), titulární biskup Szendrő, zabit v bitvě u Párkány
- Adam/Ádám (1631 – 12. srpna 1638), zemřel v dětství
- Marie Magdalena/Mária Magdolna (19. února 1633 – 1672), v roce 1672 se provdala za hraběte Ondřeje Serényiho z Kisserény († 1689)
- Anna (11. března 1634 – 22. listopadu 1635), zemřela v dětství
- Kristýna/Krisztina (1. srpna 1635 – 31. prosince 1640), zemřela v dětství
- Gabriel/Gábor (5. září 1637 - 8. září 1637), zemřel jako nemluvně (dvojče)
- Ondřej/András (5. září 1637 - září 1643), zemřel v dětství (dvojče)
- Emerich/Imre (15. září 1638 – 1670)
- Štěpán/István (19. ledna 1640 – 4. února 1643), zemřel v dětství
- Jan/János (2. února 1643 – 4. února 1643), zemřel jako nemluvně